# 台中捷運藍線
臺中捷運藍線，為臺中捷運於2025年6月26日動工興建的中運量路線，是該市的首要骨幹路線，主要沿臺灣大道興建與設站。2017年3月23日藍線主線納入前瞻基礎建設計畫之中，2018年10月3日行政院核定可行性研究報告，2024年1月29日，行政院核定台中捷運藍線綜合規畫，預計之後10年內全線可以完工。市府已同時啟動基本設計作業，並接續辦理細部設計、招標，2025年6月26日機廠優先動工，土建工程預計明年年底前動工，由於藍線延遲已久，將採分階段在局部地區提早通車的方案。
太平延伸線則納入台中屯區捷運路網計畫，2021年辦理可行性研究，太平延伸線為屯區捷運路網第一階段。

## 概況

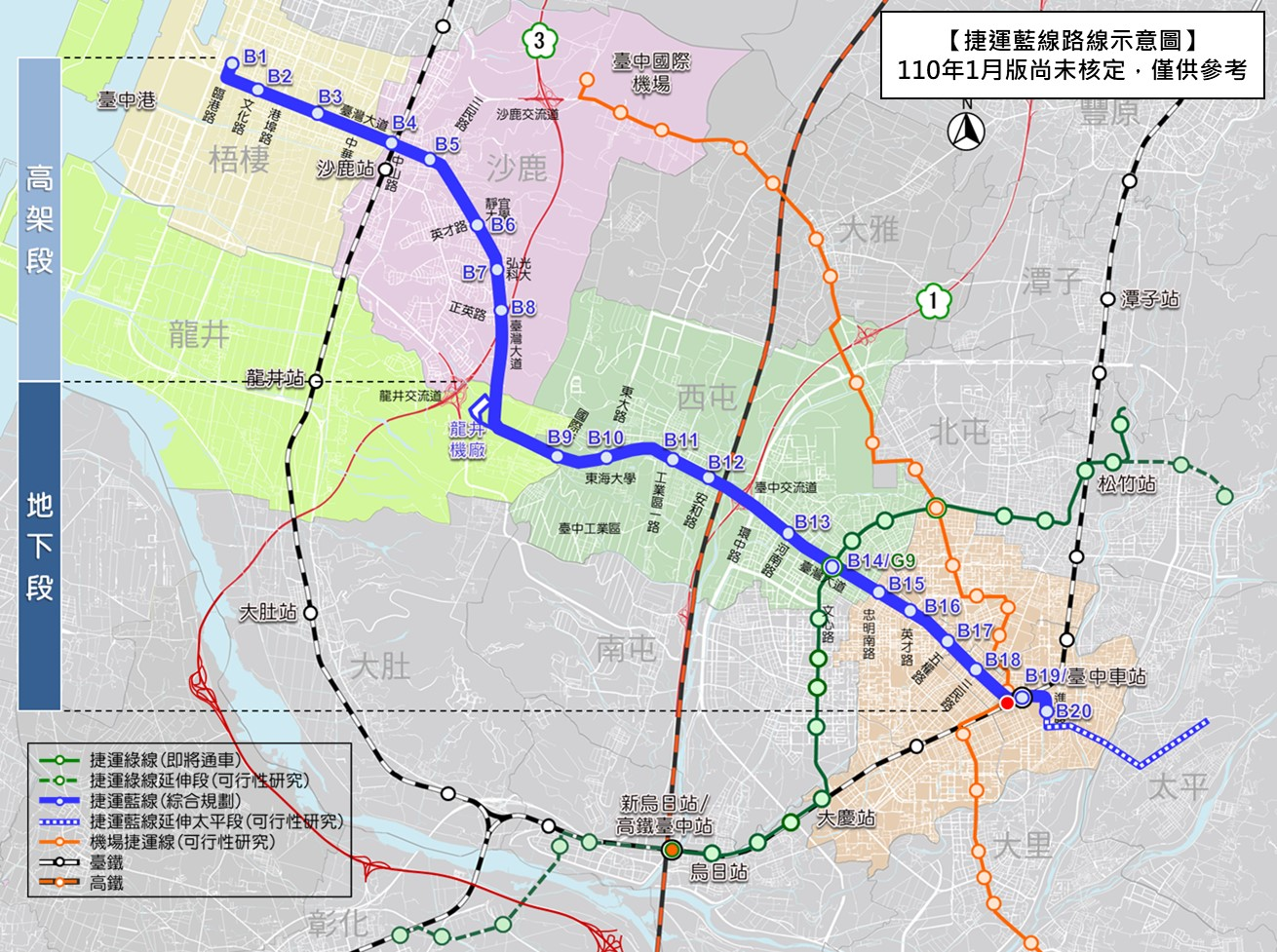
台中捷運藍線路線圖2021年1月版

臺中捷運藍線第一階段全長24.78公里，全線設高架車站八座（B1～B8站）、地下車站十二座（B9～B20站），共二十座車站。其中高架段長約10.3公里，地下段長約14.48公里，並設置一座具五級維修功能之機廠（預計位於龍井區）。
路線起自臨港路（台17線）往南並以高架型式向東轉至臺灣大道，經過臺鐵海線，並於過正英路站後之臺灣大道六段大肚山麓轉為地下段，以地下形式穿越台中市區，其中自地下連續穿越台灣高鐵、筏子溪、中山高速公路、及台74線，並於文心路口與綠線的市政府站共站，採地下－高架之轉乘，之後繼續直行台灣大道直至建國路口轉行新民街，與台中車站共站，再穿越臺鐵山線至樂業路轉行進德路，第一段終點站設於帝國製糖廠臺中營業所附近，其中B11、B12、B18站將增建聯合開發大樓。
2018年預估總經費共為981.49億元，其中工程費用為947.45億元，土地徵收費為34.04億元（由地方負擔）；工程費用中央政府補助452.79億元，地方政府自籌494.66億元（包含地方負擔127.71億元及自償性經費366.95億元），整體自償率37.15%；2021年市府完成綜合規劃後評估總預算改為約新臺幣1309億餘元。
2023年經交通部要求補正後經費總預算改為1615億元。
藍線延伸規劃至太平區列為屯區捷運的第一階段，預計採地下化型式，路線長度約4.66公里，路線自帝國製糖廠（B20站）起，往東沿市道136號建至太平區中興東路東平路口，共設置4站，其中太平（P07/B22站）將與大平霧線站內轉乘；目前作業正加速辦理中，交通局希望能與藍線同時完工。

## 歷史
- 1990年，臺灣省政府住宅及都市發展處（省住都處）辦理「臺中都會區大眾捷運系統規劃」。
- 1998年，省住都處完成「臺中都會區捷運路網細部規劃」，路線分為紅、綠、藍三線；藍線規劃為東海大學至太平，全線設十四座車站。
- 1999年7月，臺灣省政府進行組織精簡方案（精省），後續規劃轉由交通部高速鐵路工程局（高鐵局）接手辦理。
- 2008年11月15日，中華民國交通部、臺中市政府、臺北市政府簽訂烏日文心北屯線建設與營運三方協議書，後續施工由交通部高速鐵路工程局移交至臺北市政府捷運工程局辦理；臺中捷運後續路網規劃工作由臺中市政府承辦。
- 2009年10月27日，臺北市捷運局完成「臺中都會區大眾捷運系統路網檢討規劃報告書」，重新檢討1998年之路網規劃，路線修改為核心路網紅、綠[c]、藍、橘四線，以及後續路網紫線、核心路網之延伸線[d]五線；藍線核心路網為東海大學至太平，全線設十四座車站。
- 2010年12月7日，臺中市政府交通局委託亞新工程顧問公司辦理「臺中都會區大眾捷運系統後續路網藍線可行性研究」，並於隔年底完成。
- 2011年11月，臺中市交通局辦理可行性研究說明會及公聽會，路線修改為臺中港至太平，全線設二十二座車站。
- 2014年8月19日，臺中市交通局將可行性研究報告陳報交通部審查[20]；交通部於9月24日回覆審查意見，表示現規劃的臺中市快捷巴士是與藍線路廊重疊，具有競合關係，請市府釐清並依作業程序規定，提出臺中都會區都市發展規劃及公共運輸發展計畫，以及捷運路線興建之優先順序[21]。[22]
- 2015年
  - 7月13日，時任臺中市市長林佳龍表示，將持續向中央政府爭取藍線[23]，但路線及經費會重新評估。
  - 12月24日，經依審查意見完成修正，臺中市交通局第二次將可行性研究報告陳報交通部審查[24]；交通部於隔年3月28日辦理藍線現場會勘，以及於3月29日召開初審會議[24]。
- 2016年
  - 6月1日，經依審查意見完成修正，臺中市交通局第三次將可行性研究報告陳報交通部審查[20]。
  - 8月2日，經依審查意見完成修正，臺中市交通局第四次將可行性研究報告陳報交通部審查[20]，路線修改為臺鐵沙鹿車站至台糖生態公園，全線設十五座車站，並微調行經路線[e][25]；交通部於12月21日召開複審會議，審查可行性研究報告通過[26][27][28]。
- 2017年
  - 3月3日，經依審查意見完成修正，臺中市交通局第五次將可行性研究報告陳報交通部審查[29]。
  - 3月23日，行政院宣布藍線納入前瞻基礎建設計畫之中[1]。
  - 4月5日，行政院院臺經字第1060009184號函核定前瞻基礎建設軌道建設納入「臺中捷運藍線計畫」[30]。
  - 8月30日，臺中市交通局將審查回應表及補充之評估資料陳報高鐵局審查；高鐵局於11月23日回覆審查意見[29]。
  - 12月29日，經依審查意見完成修正，臺中市交通局第六次將可行性研究報告陳報交通部審查[29]。
- 2018年
  - 1月10日，臺中市交通局長王義川表示，將以路廊分析為規劃基礎規劃藍線第二階段[31]。
  - 2月12日，臺中市交通局將藍、綠兩線銜接軌平、縱面圖及相關說明資料陳報交通部審查[29]。
  - 3月29日，交通部將可行性研究報告報請行政院核定[17][29][32]；行政院於4月30日下交國發會召開審查會議[29][33]。
  - 5月22日，經依審查意見完成修正，臺中市交通局第七次將可行性研究報告陳報交通部審查[34]，路線修改為臺中港至台糖生態公園，全線設十八座車站[15][16]；交通部於7月13日召開審查會議，審查可行性研究報告通過[15][16]。
  - 8月22日，交通部將可行性研究報告報請行政院核定[15][16]。
  - 9月12日，行政院下交國發會召開審查會議，核定可行性研究報告[6][7][8]。
  - 10月3日，行政院院臺交字第1070114003號函核定可行性研究報告[2][35]。

- 2019年
  - 2月23日，綜合規畫進行開標作業[36]。3月15日，綜合規畫作業由台灣世曦工程顧問公司得標[37]。
  - 4月22日，盧秀燕市府團隊將交通局業務專案報告中林佳龍市府規劃的藍線第二階段撤除，並增添大平霧線的路線分析[38]。
  - 5月，綜合規劃作業核定[39]。

- 2020年
  - 5月21日，啟動環境影響評估與都市計畫變更作業[40]。
  - 9月9日，國發會調降前瞻軌道建設預算，經費改納入一般公共建設預算，規劃費用則繼續保留在前瞻二三期，若能在2024年以前動工，建設經費將可納入前瞻[41]。

- 2021年
  - 2月1日，盧秀燕市政府完成「綜合規劃」作業[39]，與原可行性研究不同的有機廠由臺中港機廠改為龍井機廠、增設三站（正英路站、福安站、沙鹿高工站[42]）、市區路線從民權路改為臺灣大道、調整捷運台中車站位址、捷運沙鹿車站改為高架。[43]
  - 3月4日，市政府向交通部呈報「綜合規劃」研究報告[44]。
  - 3月30日，於沙鹿區公所辦理環評公開說明會 [45]。
  - 5月3日，「綜合規劃」交通部回覆意見請市政府修正。
  - 5月13日，「環境影響說明書」呈報交通部，並轉送行政院環保署審查，交通部回覆意見請市政府修正[46]。
  - 7月7日，「綜合規劃」依照修正意見，再次呈報交通部。
  - 10月20日，交通局召開台中屯區捷運路網說明會(原定於2021年上半年召開，因新冠疫情影響而延至該日舉行)，說明路線未來規劃，其中藍線延伸至太平段列為屯區捷運的第一階段[47]。

- 2022年
  - 6月16日，「環境影響評估」第三次專案小組會議決議，初審通過。
  - 6月20日，藍線延伸線可行性研究提報交通部審查。
  - 9月7日，藍線通過環評。
  - 9月13日至14日，基本設計招標。
  - 11月1日，交通部召開審定會議，審議結果為需補正並擇日再審。
  - 11月22日，基本設計技術服務、專案管理由台灣世曦工程顧問股份有限公司、林同棪工程顧問股份有限公司兩家得標。

- 2023年
  - 1月11日，中市府依據上次審查意見完成修正，再次提送修正後綜合規劃報告書給交通部審查[48]。
  - 2月2日至15日 辦理都市計畫說明會[48]。
  - 2月20日，通過交通部審查[48]。
  - 4月18日，交通部函轉行政院審查[49]。
- 2024年
  - 1月29日，行政院核定台中捷運藍線綜合規畫[11]。
  - 10月29日，基本設計核定[50]

。
- 2025年
  - 5月20日，細部設計標及監造標全數決標[12]。
  - 6月26日，時任台中市長盧秀燕宣布台中捷運藍線正式動工，預估2034年完工[51]。

## 車站
| 路線       | 路線 | 編號 | 工程代號 | 名稱     | 名稱                  | 站體型式 | 所在地 | 所在地 | 交會路線                |
| 路線       | 路線 | 編號 | 工程代號 | 中文     | 英文                  | 站體型式 | 所在地 | 所在地 | 交會路線                |
| ---------- | ---- | ---- | -------- | -------- | --------------------- | -------- | ------ | ------ | ----------------------- |
| 2 藍線     |      |      |          |          |                       |          |        |        |                         |
| 梧棲西屯線 |      | 201  | B1       | 未       | 未                    | 高架     | 臺中市 | 梧棲區 | 不適用                  |
| 梧棲西屯線 |      | 202  | B2       | 未       | 未                    | 高架     | 臺中市 | 梧棲區 | 不適用                  |
| 梧棲西屯線 |      | 203  | B3       | 未       | 未                    | 高架     | 臺中市 | 梧棲區 | 不適用                  |
| 梧棲西屯線 |      | 204  | B4       | 沙鹿     | Shalu                 | 高架     | 臺中市 | 沙鹿區 | 臺灣鐵路海岸線          |
| 梧棲西屯線 |      | 205  | B5       | 未       | 未                    | 高架     | 臺中市 | 沙鹿區 | 不適用                  |
| 梧棲西屯線 |      | 206  | B6       | 未       | 未                    | 高架     | 臺中市 | 沙鹿區 | 不適用                  |
| 梧棲西屯線 |      | 207  | B7       | 未       | 未                    | 高架     | 臺中市 | 沙鹿區 | 不適用                  |
| 梧棲西屯線 |      | 208  | B8       | 未       | 未                    | 高架     | 臺中市 | 沙鹿區 | 不適用                  |
| 梧棲西屯線 |      | 209  | B9       | 未       | 未                    | 地下     | 臺中市 | 龍井區 | 不適用                  |
| 梧棲西屯線 |      | 210  | B10      | 未       | 未                    | 地下     | 臺中市 | 西屯區 | 不適用                  |
| 梧棲西屯線 |      | 211  | B11      | 未       | 未                    | 地下     | 臺中市 | 西屯區 | 科工軸線                |
| 梧棲西屯線 |      | 212  | B12      | 未       | 未                    | 地下     | 臺中市 | 西屯區 | 不適用                  |
| 梧棲西屯線 |      | 213  | B13      | 未       | 未                    | 地下     | 臺中市 | 西屯區 | 不適用                  |
| 梧棲西屯線 |      | 214  | B14      | 市政府   | Taichung City Hall    | 地下     | 臺中市 | 西屯區 | 綠線                    |
| 梧棲西屯線 |      | 215  | B15      | 未       | 未                    | 地下     | 臺中市 | 西區   | 不適用                  |
| 梧棲西屯線 |      | 216  | B16      | 未       | 未                    | 地下     | 臺中市 | 西區   | 不適用                  |
| 梧棲西屯線 |      | 217  | B17      | 未       | 未                    | 地下     | 臺中市 | 西區   | 不適用                  |
| 梧棲西屯線 |      | 218  | B18      | 未       | 未                    | 地下     | 臺中市 | 中區   | 不適用                  |
| 梧棲西屯線 |      | 219  | B19      | 臺中車站 | Taichung Main Station | 地下     | 臺中市 | 東區   | 臺灣鐵路臺中線 · 機場線 |
| 梧棲西屯線 |      | 220  | B20      | 未       | 未                    | 地下     | 臺中市 | 東區   | 不適用                  |
| 太平延伸線 |      | 221  | B21      | 未       | 未                    | 地下     | 臺中市 | 東區   | 不適用                  |
| 太平延伸線 |      | 222  | B22      | 未       | 未                    | 地下     | 臺中市 | 太平區 | 大平霧線                |
| 太平延伸線 |      | 223  | B23      | 未       | 未                    | 地下     | 臺中市 | 太平區 | 不適用                  |
| 太平延伸線 |      | 224  | B24      | 未       | 未                    | 地下     | 臺中市 | 太平區 | 不適用                  |

### 內部連結
- 臺中捷運
- 臺中機場捷運
- 捷運（MRT）
- 中運量捷運系統
- 輕軌運輸系統（LRRT）
- 城市軌道交通

### 外部連結
- 臺中都會區大眾捷運系統路網檢討規劃構想（页面存档备份，存于），臺中市政府交通局
- 臺中都會區大眾捷運系統後續路網藍線可行性研究案公聽會 （页面存档备份，存于），臺中市政府交通局
- 臺中都會區大眾捷運系統路網（页面存档备份，存于），臺中市政府交通局
- 臺中都會區大眾捷運系統後續路網規劃工作執行計畫書(定稿本)（页面存档备份，存于），臺中市政府交通局
- 臺中都會區大眾捷運系統後續路網藍線可行性研究（页面存档备份，存于），臺中市政府交通局
- 臺中都會區大眾捷運系統後續路網藍線可行性研究（2014年版） （页面存档备份，存于），臺中市政府交通局
- 臺中都會區大眾捷運系統後續路網藍線可行性研究（2014年版）交通部審查意見彙總表 （页面存档备份，存于），臺中市政府交通局

### 腳註
1. 1 2  . 中國時報. 2017-03-23  [2019-04-05]. （原始内容存档于2021-03-09）.
2. 1 2  . 行政院. 2018-10-26  [2018-10-26]. （原始内容存档于2018-10-26）.
3. ↑  . 行政院. 2018-10-26  [2018-10-26]. （原始内容存档于2018-10-26）.
4. 1 2  . 行政院. 2018-10-26  [2018-10-26]. （原始内容存档于2018-10-26）.
5. ↑  . 行政院. 2018-10-26  [2018-10-26]. （原始内容存档于2018-10-26）.
6. 1 2  . 臺中市政府新聞局. 2018-09-14  [2018-09-14]. （原始内容存档于2018-09-14）.
7. 1 2  盧金足. . 中國時報. 2018-09-14  [2018-09-14]. （原始内容存档于2018-09-15）.
8. 1 2  喻文玟. . 聯合新聞網. 2018-09-14  [2018-09-14]. （原始内容存档于2018-09-15）.
9. ↑  . 臺中市政府新聞. 2018-10-05. （原始内容存档于2020-08-06）.
10. ↑  聯合新聞網. . 聯合新聞網.   [2024-01-29]. （原始内容存档于2024-01-31） （中文（臺灣））.
11. 1 2  中央通訊社. . 中央社 CNA. 2024-01-29  [2024-01-29]. （原始内容存档于2024-01-30） （中文（臺灣））.
12. 1 2  陳敬丰. . 聯合報. 2025-05-20  [2025-05-20].
13. ↑  中時新聞網. . 中時新聞網. 2025-01-06  [2025-01-24] （中文（臺灣））.
14. 1 2 3 4  . 臺中市政府新聞. 2018-08-23  [2018-08-23]. （原始内容存档于2020-08-06）.
15. 1 2 3 4  劉朱松. . 中國時報. 2018-08-23  [2018-08-23]. （原始内容存档于2020-08-06）.
16. 1 2  臺中市政府. . 2021-02-02  [2021-02-03]. （原始内容存档于2021-02-08）.
17. ↑  蘇木春. . 中央社 CNA. 2023-10-16  [2025-01-01]. （原始内容存档于2025-01-15） （中文（臺灣））.
18. ↑  交通局於市議會專案報告〈臺中市議會第3屆第4次定期會〉，臺中市交通局，2020-9-30
19. 1 2 3   (PDF). 臺中市政府交通局. 2017-05  [2018-09-28]. （原始内容存档 (PDF)于2018-09-28）.
20. ↑  . 行政院質詢案件管理查詢系統. 2014-10-21  [2017-02-12]. （原始内容存档于2017-02-13）.
21. ↑   (PDF). 臺中市政府交通局. 2015-01-28  [2015-08-06]. （原始内容存档 (PDF)于2021-01-12）.
22. ↑  盧金足. . 中國時報. 2015-07-14  [2018-02-23]. （原始内容存档于2020-08-06）.
23. 1 2   (PDF). 臺中市政府研究發展考核委員會. 2016-10-07  [2018-05-01]. （原始内容存档 (PDF)于2018-05-02）.
24. ↑  劉朱松. . 中國時報. 2016-11-10  [2018-04-06]. （原始内容存档于2020-08-06）.
25. ↑  陳世宗. . 中國時報. 2016-12-22  [2018-04-06]. （原始内容存档于2018-04-06）.
26. ↑  . 大紀元. 2016-12-22  [2018-02-23]. （原始内容存档于2018-02-24）.
27. ↑  張菁雅. . 自由時報. 2016-12-23  [2016-12-23]. （原始内容存档于2016-12-25）.
28. 1 2 3 4 5 6  . 行政院計劃管理資訊網.[永久]
29. ↑   (PDF). 臺中市政府資訊中心. 2017-04  [2018-05-11]. （原始内容 (PDF)存档于2018-05-11）.
30. ↑  張菁雅. . 中國時報. 2018-01-10  [2018-09-19]. （原始内容存档于2018-09-19）.
31. ↑  陳世宗. . 中國時報. 2018-04-25  [2018-04-06]. （原始内容存档于2020-08-06）.
32. ↑  盧金足. . 中國時報. 2018-04-30  [2018-04-30]. （原始内容存档于2020-08-06）.
33. ↑  . 行政院計劃管理資訊網.[永久]
34. ↑  台中捷運藍線定案 後年動工 （页面存档备份，存于） 2018.10.6 自由時報
35. ↑  .   [2019-02-13]. （原始内容存档于2021-03-09）.
36. ↑  .   [2019-03-16]. （原始内容存档于2021-03-09）.
37. ↑   (PDF).   [2019-08-20]. （原始内容存档 (PDF)于2020-08-06）.
38. 1 2  台中捷運藍線2020動工？中市府這麼說... （页面存档备份，存于） 2019.11.29 自由時報
39. ↑  行政院環境保護署 環評開發案論壇
40. ↑  前瞻軌道建設經費砍半 中市府：綠捷延伸藍線規劃順利 （页面存档备份，存于） 2020.09.09 聯合新聞網
41. ↑  台中捷運藍線完成「綜合規劃」研究報告 中區路線由民權路改走台灣大道 （页面存档备份，存于），新頭殼，2021-2-1
42. ↑  中市府完成捷運藍線綜合規劃 將報交通部審議 （页面存档备份，存于），中央通訊社，2021-2-1
43. ↑  中捷藍線規劃報交通部 全線24.8公里設20站 （页面存档备份，存于） 2021.03.04 自由時報
44. ↑  台中捷運藍線爭取中央核定 環境影響說明書公開會議納在地聲音 （页面存档备份，存于） 2021.03.31 台中市政府
45. ↑  台中捷運建設不停歇 藍線環境影響說明書提報中央審查 （页面存档备份，存于） 2021.05.14 台中市政府公捷處
46. ↑  . 臺中市政府交通局.   [2021-10-25]. （原始内容存档于2022-04-21）.
47. 1 2 3  王秀禾. . 風傳媒. 2023-03-13  [2023-04-26]. （原始内容存档于2023-04-30）.
48. ↑  中央通訊社. . 中央社 CNA. 2023-10-16  [2023-10-17]. （原始内容存档于2023-10-23） （中文（臺灣））.
49. ↑  . 台中市政府. 台中市公共運輸及捷運工程處.   [2024-11-12].
50. ↑  陳筱惠. . ETtoday. 2025-06-26  [2025-06-26].
51. ↑   （页面存档备份，存于） - 臺中市政府
52. ↑   （页面存档备份，存于） - 臺中市政府

## 外部連結
- 台中市捷運工程局（页面存档备份，存于）